# Kunlun-Erdbeben 2001
Das Kunlun-Erdbeben 2001, auch bekannt als Hoh-Xil-Erdbeben 2001, ereignete sich am 14. November 2001 um 09:26 UTC (17:26 lokaler Zeit). Das Epizentrum befand sich nahe Hoh Xil, an der Grenze zwischen Qinghai und Xinjiang in einer abgelegenen Bergregion. Mit einer Magnitude von 7,8 Mw handelte es sich um das stärkste Erdbeben in der Volksrepublik China seit 50 Jahren. Vermutlich aufgrund der geringen Bevölkerungsdichte und da in dem betroffenen Gebiet keine Hochhäuser standen, wurden keine Opfer gemeldet. Mit ~450 km Länge bewirkte das Erdbeben den längsten jemals an Land verzeichneten Oberflächenbruch.

## Tektonik
Die Kunlun-Verwerfung ist eine der bedeutendsten sinistralen Blattverschiebungen, die aus der Ostwärtsbewegung des Tibetischen Plateaus im Vergleich zur Eurasischen Platte resultiert. Diese Bewegung wird durch die seitliche Ausbreitung der verdickten Kruste verursacht, welche mit der Kollision der Indischen Platte und der Eurasischen Platte zusammenhängt.

## Beben

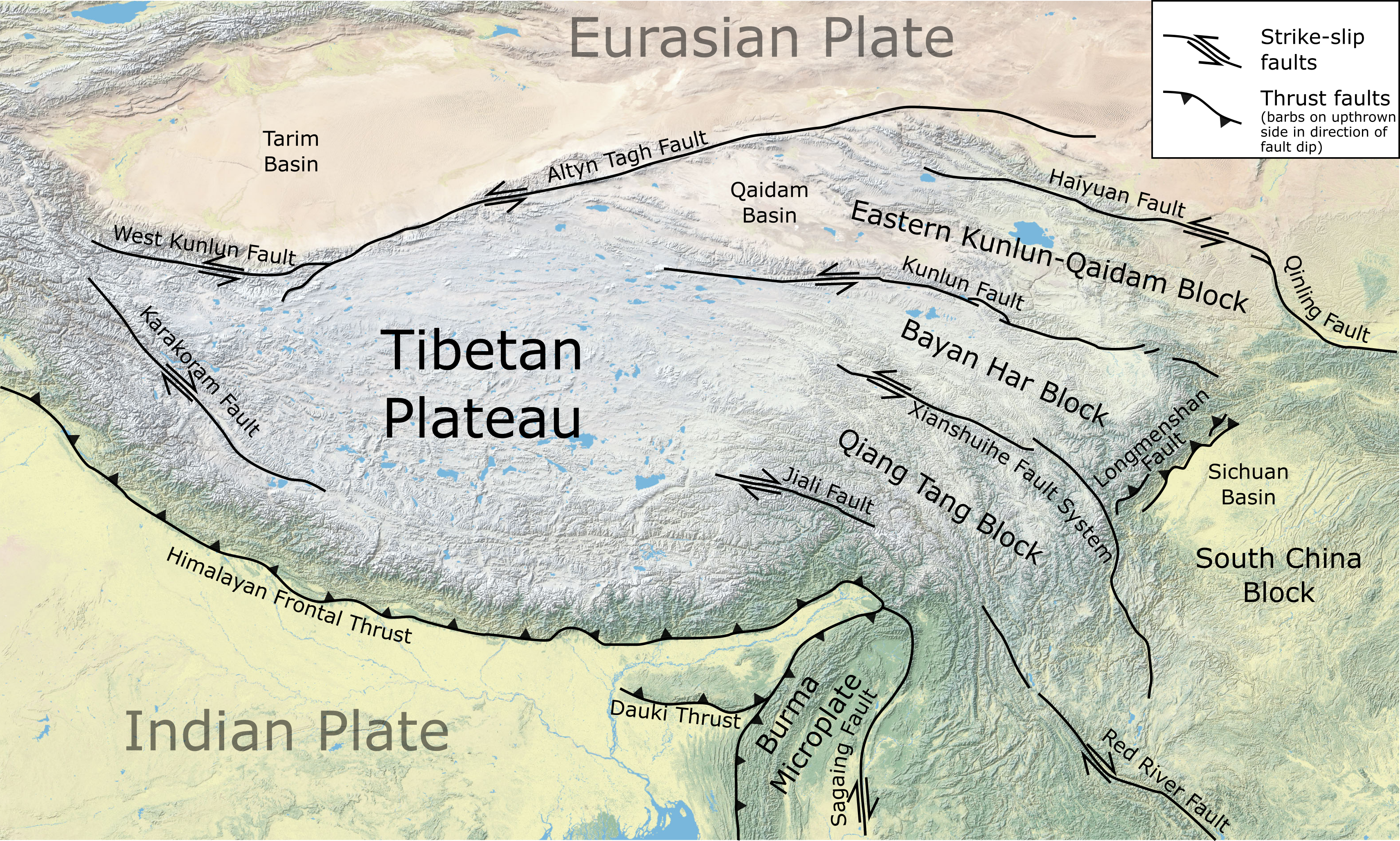
Hauptverwerfungen des Tibetischen Plateaus, darunter die Kunlun-Verwerfung

Das Erdbeben begann mit einer kleinen Blattverschiebung am westlichen Ende der Kunlun-Verwerfung in der Region des Berges Bukadabang Feng. Der Bruch breitete sich dann in Richtung Osten aus und folgte schließlich der Kunlun-Verwerfung. Dabei ist der durch das Beben verformte Bereich ungewöhnlich groß, signifikante Verformungen wurden bis zu 60 Kilometer vom Hauptbruch entfernt beobachtet. Diese Verformungen traten in zwei Bereichen auf, ca. 20 und 60 km vom Hauptbruch entfernt. Bereits existierende Risse und geomorphologische Merkmale legen nahe, dass die durch das Beben verursachten Verwerfungen im Bereich bereits existierender Risse auftraten. Der Oberflächenbruch erstreckte sich über mehr als 400 Kilometer und war damit der längste bis dahin bekannte, durch ein Erdbeben verursachte Oberflächenbruch.
Eine Analyse der Ausbreitungsgeschwindigkeit zeigt, dass sich der Bruch mit normaler Geschwindigkeit entlang der ursprünglichen Verwerfung ausbreitete, im weiteren Verlauf jedoch die Geschwindigkeit der S-Wellen überstieg und diese Geschwindigkeit bis zum Ende der Ausbreitung beibehielt. Dies macht das Kunlun-Erdbeben zu dem am besten dokumentierten Beispiel für ein sogenanntes Supershear-Erdbeben. Es wurde vermutet, dass der ungewöhnlich breite Bereich, in dem durch die seismischen Aktivitäten Verformungen auftraten, Folge dieser besonders schnellen Ausbreitung ist.

## Schäden
Aufgrund der Abgelegenheit der Region wurden die meisten Schäden aus Gebieten vermeldet, die mehrere hundert Kilometer vom Epizentrum entfernt liegen. Das nächstgelegene Bevölkerungszentrum, die Stadt Golmud, berichtete von schweren Erschütterungen, jedoch stürzten keine Gebäude ein. Schäden wurden von der Baustelle der Lhasa-Bahn und vom Qinghai-Tibet-Highway gemeldet.